# Atlantic Southeast Airlines
Atlantic Southeast Airlines – nieistniejąca amerykańska linia lotnicza z siedzibą w Atlancie, w stanie Georgia. Głównym węzłem był port lotniczy Atlanta - Hartsfield-Jackson.
W latach 1999–2005 linia należała do Delta Air Lines i była członkiem partnerskim sojuszu lotniczego SkyTeam. W latach 2005–2011 głównym partnerem był regionalny przewoźnik SkyWest. 31 grudnia 2011 linia lotnicza została wchłonięta przez ExpressJet Airlines.

## Flota
W skład floty Atlantic Southeast Airlines wchodziły następujące samoloty:
| Samolot           | Samolot  | Okres dostawy | Okres wycofania | Uwagi                                                      |
| Model             | Wycofane | Okres dostawy | Okres wycofania | Uwagi                                                      |
| ----------------- | -------- | ------------- | --------------- | ---------------------------------------------------------- |
| ATR 72            | 19       | 1993-2000     | 2005-2008       | Całość przejęta przez Delta Connection                     |
| Bombardier CRJ100 | 3        | 2001          | 2002            |                                                            |
| Bombardier CRJ200 | 127      | 1997-2010     | 2000-2011       | 91 maszyn przejęta przez Delta Connection                  |
| Bombardier CRJ700 | 51       | 2001-2011     | 2002-2011       | 42 maszyn przejęta przez Delta Connection                  |
| Bombardier CRJ900 | 10       | 2009          | 2011            | Całość w chwili likwidacji przejęta przez Delta Connection |
| BAe 146-200       | 6        | 1995-1997     | 1997-1998       | 5 maszyn przejęta przez Delta Connection                   |
| DHC-6-100         | 1        | 1979          | 1984            |                                                            |
| DHC-6-200         | 2        | 1980          | 1982            |                                                            |
| DHC-6-300         | 1        | 1984          | 1984            |                                                            |
| DHC-7-100         | 5        | 1982-1984     | 1990-1996       |                                                            |
| Embraer EMB-120   | 66       | 1985-1995     | 1986-2009       |                                                            |
| Łącznie           | 291      |               |                 |                                                            |